# Gollum (Gattung)
Gollum ist eine Gattung kleiner Haie aus der Ordnung der Grundhaie (Carcharhiniformes). Die Gattung besteht aus zwei Arten. Gollum attenuatus kommt in Tiefen von 130 bis 730 Metern rund um Neuseeland vor und  Gollum suluensis ist bisher nur aus der Sulusee bekannt. Die Gattung wurde nach Gollum, einer Figur aus J. R. R. Tolkien Fantasyroman Der Herr der Ringe, benannt.

## Merkmale
Gollum-Arten sind kleine Tiefseehaie mit einem festen, schlanken Körper und erreichen Gesamtlängen von 60 bis 110 cm. Die Kopflänge macht ein Viertel der Kopfrumpflänge (precaudal length) aus. Das Maul hat eine Breite von 70 bis 80 % der Kopfbreite. Die Spritzlöcher sind sehr klein. Eine Nickhaut ist vorhanden. Die Basis der ersten Rückenflosse ist kürzer als die der zweiten. Beide Rückenflossen haben etwa die gleiche Höhe. Die zweite Rückenflossen ist sichelförmig. Beide Rückenflossen stehen weit auseinander und der Abstand zwischen beiden ist länger als die Gesamtlänge der zweiten Rückenflosse. Gollum-Arten haben 151 bis 168 Wirbel und 94 bis 99 Zahnreihen im Oberkiefer. Die Heterodontie der Zähne ist nur schwach ausgebildet. Die Körperseiten sind dicht mit kleinen, sich überlappenden Placoidschuppen bedeckt. Auf einer Fläche von einem mm² befinden sich 14 bis 17 Schuppen. Der Schwanzstiel hat eine Länge von 8 bis 10 % der Gesamtlänge der Fische. Auf dem oberen Bereich der Schwanzflosse befindet sich eine Reihe größerer Dentikeln.

## Arten
- Schlanker Glatthai (Gollum attenuatus (Garrick, 1954)), Typusart
- Gollum suluensis Last & Gaudiano, 2011

## Belege
1. 1 2  Ebert, D. A., K. V. Akhilesh and S. Weigmann (2018): Planonasus indicus sp. n., a new species of pygmy false catshark (Chondrichthyes: Carcharhiniformes: Pseudotriakidae), with a revised diagnosis of the genus and key to the family. Marine Biodiversity, August 2018, DOI: 10.1007/s12526-018-0915-4